# Chatain

Chatain este o comună în departamentul Vienne, Franța. În 2009 avea o populație de 302 de locuitori.